# وخز بالمكواة
الوخز بالمكواة (بالإنجليزية: Ignipuncture)‏ (من اللغة اللاتينية: Ignis (نار) + puncture (تخريم))، هو إجراء طبي يستخدم لإغلاق فصل الشبكية باستخدم تقنية الكي. بدء تطبيق هذا الإجراء في بدايات 1900 وسماه بهذا الاسم جولز جونين. نظراً لخطورة حدوث مضاعفات شديدة وبدء استخدام الليزر لإعطاء الطاقة المتحكم به، أصبح الوخز بالمكواة إجراءً قديماً؛ منذ عقد 1980، أصبح الوخز يتم باستخدام تقنيات أكثر أماناً مثل التخثير الضوئي الداخلي.